# Karel Hromádka
Ne doit pas être confondu avec le hockeyeur Karel Hromádka (cs) (1905-1968).
Karel Hromádka est un joueur d'échecs tchèque puis tchécoslovaque né le 23 avril 1887 à Großweikersdorf et mort le 16 juillet 1956. Champion de Bohême en 1913 et champion de Tchécoslovaquie en 1921 (ex æquo avec Ladislav Prokeš et Karel Treybal), il a représenté la Tchécoslovaquie lors du premier tournoi olympique (ancêtre des olympiades) de 1924, de la première olympiade d'échecs de 1927 à Londres et de l'olympiade non officielle de 1936 à Munich. Lors de l'olympiade de 1924, il finit troisième de son groupe préliminaire et remporta la finale B (6,5/7), remportant ainsi la coupe de consolation et la médaille d'or par équipe avec la Tchécoslovaquie.

## Carrière
Karel Hromádka remporta des victoires en tournoi à Prague en 1908, 1909, 1910. En 1910, il finit quatrième du Hauptturnier A (le tournoi mineur) du congrès allemand d'échecs remporté par Rotlewi. En 1911, il fut 2e-5e du tournoi de Cologne remporté par Lowcki et deuxième du quatrième championnat tchèque à Prague remporté par Duras. En 1912, il finit deuxième du Hauptturnier A du congrès allemand de Breslau et premier avec 15 points sur 19 du Hauptturnier du championnat russe, devant Bogoljubov. En 1913, il remporta le championnat de Bohême à Mlada Boleslav devant Karel Treybal, Ladislav Prokes et Richard Réti.
Après la Première Guerre mondiale, il finit 1er-3e du championnat tchécoslovaque à Brno en 1921 et remporta le premier championnat de Prague en 1921 (ex æquo avec Frantisek Treybal). En 1924, il gagna le tournoi d'entraînement pré-olympique à Prague, puis la finale B du tournoi olympique de Paris. En 1925, il fut deuxième du championnat de Prague et deuxième du mémorial Kautsky. En 1926, il fut deuxième du tournoi de Mährisch-Ostrau et champion de Prague. En 1927, il finit troisième du championnat tchécoslovaque et gagna le tournoi Evonis à Prague ainsi que le mémorial Kautsky. L'équipe tchécoslovaque finit cinquième de l'olympiade de Londres en 1927.
Dans les années 1930, il remporta des tournois à Prague en 1931, 1932 et 1933 et 1937 (championnats de l'armée), à Podebrady en 1936 (tournoi national tchécoslovaque), Brno 1939, Morwvska Ostrava 1939. Il joua à l'olympiade non officielle de Munich 1936 au cinquième échiquier (la Tchécoslovaquie finit cinquième du tournoi).
Dans les années 1940, il gagna à Prague en 1940 (deux tournois : le championnat de Prague devant Katetov et le jubilé du 'Marshall Chess Club), 1942 et 1942-1943 (mémorial Kautsky), à Kolin en 1943 et à Plzen en 1945.

## Théorie des ouvertures
Plusieurs variantes de la défense Benoni portent le nom de Karel Hromádka :
- 1. d4 Cf6 2. c4 c5, suivi des coups ... d6 ou ... g6
  - 3. d5 e5 4. Cf3 d6 (défense Hromádka aussi appelée défense Benoni tchèque. Hromadka utilisa cette défense dans le tournoi de Pistyan[4] dans la partie Bogoljubov-Hromadka avec l'ordre des coups : 1. d4 Cf6 2. Cf3 c5 3. d5 d6 4. c4 e5.)
  - 3. d5 g6 (ou d6) 4. Cc3 d6 (ou g6) (variante jouée en 1937 contre Paul Kérès)
  - 3. d5 e6 4. Cf3 ed5 5. cd5 g6 (système  ou variante Hromádka)
  - 3. d5 e6 4. Cc3 ed5 5. cd5 d6 6. Cf3 g6 (système Hromádka).